# Józef Machnik
Józef Stefan Machnik (ur. 29 sierpnia 1931 w Wadowicach, zm. 15 czerwca 1990 w Mysłowicach), polski piłkarz, bramkarz. 
Był piłkarzem krakowskiego Wawelu. Następnie został zawodnikiem Górnika Zabrze. Z zabrskim klubem najpierw awansował do pierwszej ligi, a potem zdobył tytuł mistrza Polski. Grał także w Zagłębiu Sosnowiec. 
W reprezentacji Polski zagrał dwa razy (jesienią 1956). Był pierwszym graczem Górnika, który wystąpił w oficjalnym meczu reprezentacji.